# Jahnsita-(CaFeFe)
La jahnsita-(CaFeFe) és un mineral de la classe dels fosfats, que pertany al subgrup de la jahnsita. Rep el seu nom degut al fet que és un anàleg de la jahnsita-(CaMnFe); el sufix indica la situació dels metalls. Aquesta espècie mineral no ha estat aprovada per l'Associació Mineralògica Internacional.

## Característiques
La jahnsita-(CaFeFe) és un fosfat de fórmula química {Ca}{Fe2+}{Fe₂2+}{Fe₂3+}(PO₄)₄(OH)₂·8H₂O. Cristal·litza en el sistema monoclínic. La seva duresa a l'escala de Mohs és 4.
Segons la classificació de Nickel-Strunz, la jahnsita-(CaFeFe) pertany a «08.DH: Fosfats amb cations de mida mitjana i gran, (OH, etc.):RO₄ < 1:1» juntament amb els següents minerals: minyulita, leucofosfita, esfeniscidita, tinsleyita, jahnsita-(CaMnMg), jahnsita-(CaMnMn), keckita, rittmannita, whiteïta-(CaFeMg), whiteïta-(CaMnMg), whiteïta-(MnFeMg), jahnsita-(MnMnMn), kaluginita, jahnsita-(NaFeMg), jahnsita-(CaMnFe), jahnsita-(NaMnMg), jahnsita-(CaMgMg), manganosegelerita, overita, segelerita, wilhelmvierlingita, juonniïta, calcioferrita, kingsmountita, montgomeryita, zodacita, arseniosiderita, kolfanita, mitridatita, pararobertsita, robertsita, sailaufita, mantienneïta, paulkerrita, benyacarita, xantoxenita, mahnertita, andyrobertsita, calcioandyrobertsita, englishita i bouazzerita.

## Formació i jaciments
La jahnsita-(CaFeFe) ha estat trobada només a Oshibedani, a la prefectura de Hyōgo de la regió de Kinki (Honshu, Japó).